# Park Przyrodniczy Sintra-Cascais

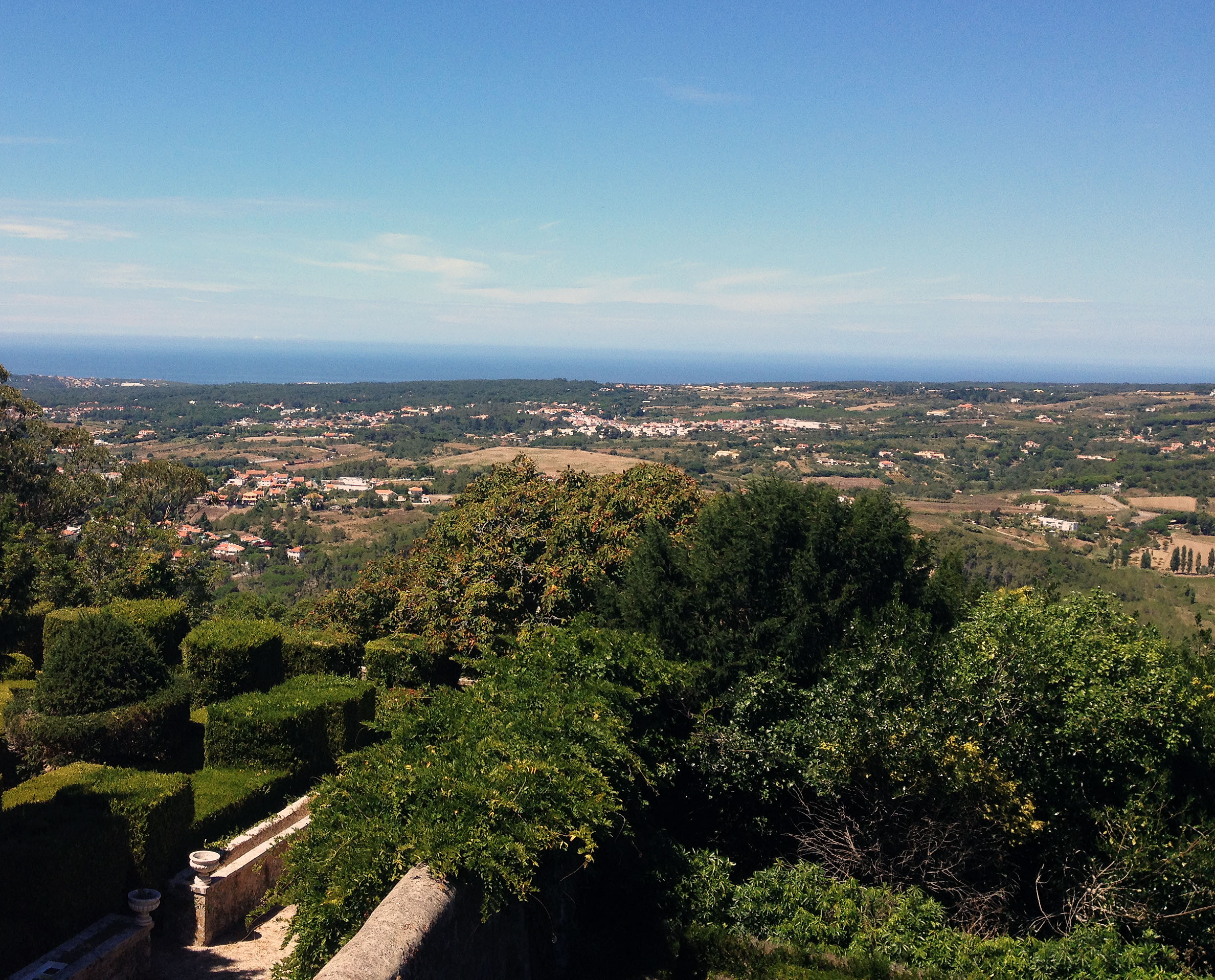
Krajobraz Sintry

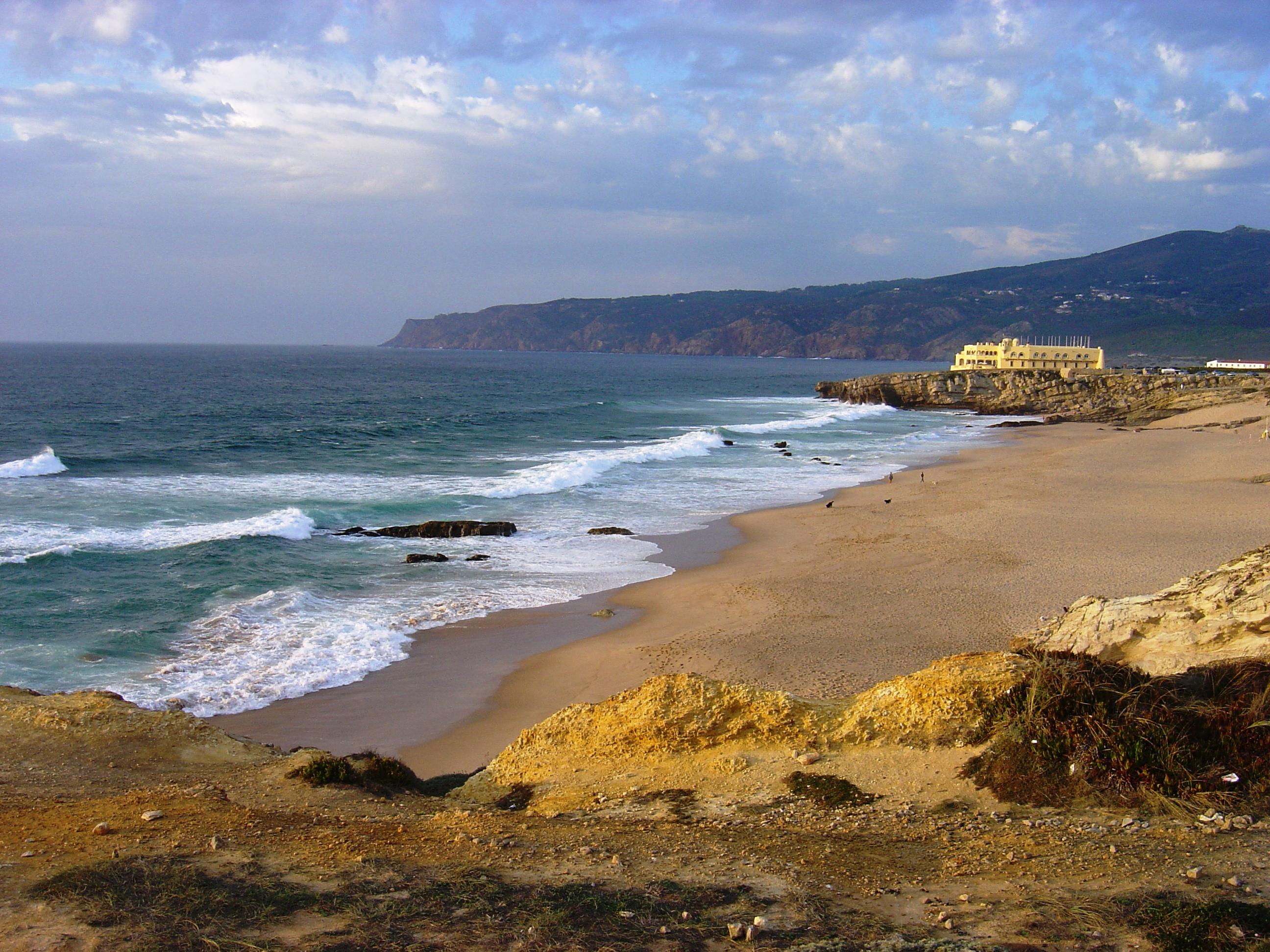
Krajobraz wybrzeża atlantyckiego (Praia do Guincho)

Park Przyrodniczy Sintra-Cascais (port. Parque Natural de Sintra-Cascais) – obszar chroniony w zachodniej Portugalii o zasadach ochrony zbliżonych do obowiązujących w polskich parkach krajobrazowych. Jego powierzchnia wynosi 69 871 ha.

## Położenie
Park leży na północny zachód od Lizbony, w odległości ok. 25–30 km od jej centrum. Obejmuje pas wybrzeża od ujścia Rio Falcão na północy przez przylądek Cabo da Roca po cytadelę w Cascais (port. Cidadela de Cascais) na zach. od tego miasta. W części środkowej pas ten jest wyraźnie poszerzony tak, że obejmuje cały masyw gór Sintra między Cabo da Roca na zachodzie i Sintrą na wschodzie.
Teren parku leży w Obszarze Metropolitalnym Lizbony, w granicach administracyjnych sołectw (freguesia) Alcabideche i Cascais w gminie (concelho) Cascais oraz sołectw Colares, Santa Maria i São Miguel, São João das Lampas, São Martinho i São Pedro de Penaferrim w gminie Sintra.

## Historia
Wyjątkowe walory tego regionu, cenne zarówno z punktu widzenia przyrodniczego jak i kulturowego, zaczęły być dostrzegane już w początkach XX w. Obszary obecnego parku od połowy XX w. zaczęły podlegać coraz silniejszej presji ze strony człowieka, w tym urbanizacyjnej oraz ze strony coraz liczniej przybywających tu turystów. Dlatego 15 października 1981 r. mocą ustawy nr 292/81, w celu ochrony wartości przyrodniczych, kulturalnych i estetycznych tego terenu, utworzono Obszar Chronionego Krajobrazu Sintra-Cascais (port. Área de Paisagem Protegida de Sintra-Cascais). W celu wzmocnienia form prawnej ochrony ustawą nr 8/94 z dnia 11 marca 1994 r. utworzono Park Przyrodniczy Sintra-Cascais.
Część parku, obejmująca północne stoki Serra de Sintra, w tym szereg cennych zespołów architektonicznych, została w 1995 r. wpisana na Listę światowego dziedzictwa UNESCO jako Krajobraz kulturowy Sintry. Pas wybrzeża oraz masyw gór Sintra, obejmujące ok. połowy obszaru parku, zostały wpisane (jako Sitio de Importância Cominitária de Sintra-Cascais) na portugalską Narodową Listę Cennych Obszarów (port. Lista National de Sitios - Rede Natura 2000).

## Charakterystyka
Obszar parku obejmuje bardzo zróżnicowane krajobrazy i ekosystemy, od pokrytych lasami gór Sintra po wydmy i skalne klify wybrzeża. Najcenniejszymi biocenozami parku są tereny położone wzdłuż wybrzeża Atlantyku, a wśród nich unikalne zespoły wydmowe. Symbolem parku – odmiennie niż w większości przypadków – nie jest żadna roślina lub zwierzę, typowe dla jego terenu. W znaku graficznym widzimy dwa charakterystyczne, stożkowe kominy pałacu królewskiego w Sintrze, wpisane w mauretański łuk. Świadczy to o wyjątkowym znaczeniu historycznego dziedzictwa tego terenu i jego krajobrazu kulturowego jako integralnych elementów chronionego obszaru.

## Turystyka
Wielką liczbę turystów, odwiedzających Park Przyrodniczy Sintra-Cascais, przyciągają tu głównie wielkiej klasy zabytki Sintry: pałac królewski w Sintrze, pałac Pena, Zamek Maurów, Quinta da Regaleira, klasztor kapucynów czy pałac Monserrate. Bardzo wielu odwiedzających przyciąga „koniec Europy”, czyli najbardziej na zachód wysunięty przylądek Portugalii – Cabo da Roca. W sezonie letnim tłumnie odwiedzane są tutejsze plaże. Popularna jest turystyka rowerowa. Jedynie nieliczni podejmują wędrówki piesze.